# Copa do Presidente da Federação Espanhola de Futebol
A Copa do Presidente da Federação Espanhola de Futebol de 1941-1947 foi uma competição oficial organizada pela Real Federação Espanhola de Futebol (RFEF), sendo o vencedor o Atlético de Madrid naquele tempo chamado de Atlético Aviación.
Foi disputado pelos campeões do Campeonato da Espanha e da Taça do Rei e pelas duas equipas mais bem classificadas depois do fim no campeonato da Espanha da Primeira Divisão na época 1940/41 , sendo assim um dos precedentes da Supertaça de Espanha (dado o seu formato com quatro equipas, adotado em 2019 ).

## Partidas
| Encontro               | Local                | Visitante          | Marcador |
| ---------------------- | -------------------- | ------------------ | -------- |
| 4 de junho de 1941     | Atlético de Bilbao   | FC Barcelona       | 5-3      |
| 13 de abril de 1941    | Atlético de Bilbao   | Valencia CF        | 3-0      |
| 13 de abril de 1941    | Atlético Aviación    | FC Barcelona       | 6-0      |
| 20 de abril de 1941    | FC Barcelona         | Valencia CF        | 1-1      |
| 20 de abril de 1941    | Atlético Aviación    | Atlético de Bilbao | 2-1      |
| 27 de abril de 1941    | Atlético de Bilbao   | Atlético Aviación  | 6-2      |
| 27 de abril de 1941    | Valencia CF          | FC Barcelona       | 3-0      |
| 2 de maio de 1941      | FC Barcelona         | Atlético Aviación  | 1-2      |
| 2 de maio de 1941      | Valencia CF          | Atlético de Bilbao | 3-0      |
| 4 de maio de 1941      | FC Barcelona         | Atlético de Bilbao | 3-0      |
| 4 de maio de 1941      | Valencia CF          | Atlético Aviación  | 2-0      |
| 14 de setembro de 1947 | Atlético de Madrid * | Valencia CF        | 4-0      |

## Classificação
| Classificação | Equipe             | J | V | E | D | GM | GS | DG  | Pontos |
| ------------- | ------------------ | - | - | - | - | -- | -- | --- | ------ |
| 1º            | Atlético Madrid *  | 6 | 4 | 0 | 2 | 16 | 10 | +6  | 8      |
| 2º            | Valencia CF        | 6 | 3 | 1 | 2 | 9  | 8  | +1  | 7      |
| 3º            | Atlético de Bilbao | 6 | 3 | 0 | 3 | 15 | 12 | +3  | 6      |
| 4º            | FC Barcelona       | 6 | 1 | 1 | 4 | 6  | 16 | -10 | 3      |